# دبورا فن واکنبورگ
دبورا فن واکنبورگ (انگلیسی: Deborah Van Valkenburgh؛ زادهٔ ۲۹ اوت ۱۹۵۲) هنرپیشه اهل ایالات متحده آمریکا است.
از فیلم‌ها یا برنامه‌های تلویزیونی که وی در آن نقش داشته‌است می‌توان به ذهن‌های مجرم، کسل، پرونده سرد، سلحشوران، آتشی در خیابان‌ها، مطرودین شیطان، مجرم، و جاده‌ای به جهنم اشاره کرد.